# Hippopsicon puncticolle
Hippopsicon puncticolle là một loài bọ cánh cứng trong họ Cerambycidae.